# Бренди
Бре́нди (англ. brandy, от нидерл. brandewijn — «пережжённое» или «перегнанное» вино) — крепкий алкогольный напиток, общий термин для обозначения продуктов дистилляции виноградного вина, фруктовой или ягодной браги с крепостью свыше 37,5 % по объёму. Если явно не указано иное, то бренди изготавливается из виноградного вина. Обычно употребляется после еды.

## История
Происхождение бренди неясно, но тесно связано с развитием перегонного винокурения. Концентрированные алкогольные напитки известны с античных времён Греции, Рима и Китая. Бренди такой, каким он известен сегодня, впервые появился в XII веке и стал популярен в XIV веке.
Изначально перегонка вина была методом его сохранения, а также упрощала для торговцев перевозку вина. Перед употреблением в бренди должна была быть добавлена вода. Тем не менее выяснилось, что после хранения в деревянных бочках продукт становился лучше, чем вино, из которого он был получен. Некоторые сорта бренди принято употреблять в специфических коктейлях, как например французский бренди — с молоком.

## Типы бренди
Существует три основных типа бренди.

### Виноградный бренди
Виноградный бренди изготавливается из винного дистиллята, полученного путём перегонки виноградного вина. Содержание этилового спирта — не менее 37,5 % по объёму. Существуют различные национальные технологии производства виноградного бренди.
- Коньяк производят в местности Коньяк[4] во Франции, его дважды перегоняют с использованием перегонных кубов. Популярные марки коньяка — Мартель, Реми Мартен, Hennessy и Курвуазье (т .н. великая коньячная четвёрка).
- Арманьяк изготавливают из винограда в местности Арманьяк[5] на юго-западе Франции (департаменты Жер, Ланды, Ло и Гаронна). В отличие от коньяка, арманьяк может быть невыдержанным («белый арманьяк»; фр. Blanche d’armagnac). Его получают путём однократной длительной перегонки в медных дистилляторах и выдерживают в дубовых бочках из провинций Гасконь или Лимузен. Арманьяк был первым перегонным спиртным напитком во Франции. Арманьяк выдерживается дольше, чем коньяк, обычно 12—20 лет, а иногда и до 30 лет. Популярная марка арманьяка — «Маркиз де Монтескьё» (Marquis de Montesquieu).
- Хересный бренди (шерри-бренди англ. sherry brandy; исп. Brandy de Jerez) производят на юге Испании[6]. Один из самых популярных крепких напитков в Испании (доля бренди в Испании составляет 32 %, причём 92 % всего бренди — хересный бренди).
- Греческий виноградный бренди — Метакса, производится с 1888 года и назван по имени основателя предприятия Спироса Метаксы[7].
- Кипрский бренди[англ.]
- Южноафриканский бренди по закону ЮАР изготавливается практически так же, как коньяк, путём двойной перегонки в медных перегонных кубах с последующей выдержкой в дубовых бочках не менее трёх лет.
- Американский виноградный бренди изготавливается по большей части в Калифорнии, обычно светлее, но крепче, чем европейские бренди.
- Писко — производится в Перу и Чили из винограда сорта мускат.
- Армянский коньяк. В 2010 году правительство Армении приняло решение ввести для армянского бренди новое товарное наименование — «Арбун». В качестве сырья для арбуна используется произведённый исключительно на территории Армении виноградный спирт[8].
- Молдавский бренди (дивин)[9], так же, как и армянский, известен в странах бывшего СССР как «коньяк».
- Болгарский бренди (плиска) изготавливается из отборных спиртов, полученных из светлого винограда сорта Димят[10].
- Португальский бренди (Масейра)
- Российский бренди. В России коньяком называется винодельческий продукт с объёмной долей этилового спирта не менее 40,0 %, изготовленный из коньячных дистиллятов, полученных фракционированной дистилляцией столового виноматериала, произведённого из винограда вида Vitis vinifera, и выдержанных в контакте с древесиной дуба не менее трёх лет[11] . При этом существует ГОСТ на российский бренди, по которому бренди это винодельческий продукт с объёмной долей этилового спирта не менее 37, 5 %, произведённый из винного дистиллята с добавлением или без добавления винного спирта в количестве, не превышающем 50 % от количества безводного этилового спирта в конечном продукте, выдержанного в контакте с древесиной дуба не менее 6 месяцев[12]. В СССР коньяком назывался любой бренди, производимый по технологии, близкой к технологии производства настоящего коньяка. На территории бывшего СССР наибольшей популярностью пользовались армянские (заводы, в прошлом принадлежавшие Шустову в Ереване и Одессе), грузинские и молдавские коньяки.
- Виньяк — вид бренди производства Югославии и Сербии.
- Ракы — род бренди с анисовой вытяжкой[источник не указан 1399 дней]

Бытует история о том, что на Всемирной выставке 1900 года в Париже анонимно представленная на конкурс продукция российских заводов Николая Шустова заняла первое место, а после раскрытия инкогнито производителя коньяка Шустов получил разрешение называть свою продукцию словом «Сognac» — привилегия, которую во Франции ранее не имел ни один из зарубежных производителей. Существование такой привилегии, однако, ставится под сомнение; возможно, что история — вымысел самого Шустова, известного использованием широкомасштабной, изобретательной и агрессивной рекламы. Хотя фирма «Шустов и сыновья» на выставке 1900 года была лауреатом Grand-prix в классе «Sirops et liqueurs; spiritueux divers; alcools d’industrie», некоторые источники отмечают, что первым коньяком Шустова, получившим какие-либо международные награды, был «Фин-шампань отборный», появившийся в 1901 году.
Европейский союз законодательно закрепил название коньяк исключительно за бренди, изготавливаемым и перегоняемым в местности Коньяк во Франции, арманьяк — в Гаскони (Франция), с использованием традиционных технологий, а хересный бренди — за бренди, выдерживаемым в определённой области провинции Кадис, Испания.

### Бренди из выжимок
Бренди из выжимок изготавливается из ферментированной виноградной мякоти, косточек и стеблей, которые остаются после отжима сока из винограда. Примером такого вида бренди может служить итальянская граппа, французский мар, южнославянская ракия, грузинская чача, венгерская тёркёйпалинка.

### Фруктовый бренди
Фруктовый бренди получают путём перегонки из других фруктов и ягод (кроме винограда). Наиболее часто используют яблоки, сливы, персики, вишню, малину, чернику и абрикос. Фруктовый бренди обычно прозрачный и употребляется охлаждённым или со льдом.
- Кальвадос — яблочный бренди из французской местности Нижняя Нормандия[20]. Из яблок (иногда с добавлением груш) выжимают сидр, заквашивают на дрожжах и дважды перегоняют.
- Эпплджек — североамериканский вид яблочного бренди.
- Киршвассер — фруктовый бренди из вишни.
- Сливовица — бренди из слив[21].
- Боровичка — бренди из ягод можжевельника[22].
- Poire Williams — бренди из груши.
- Фрамбуаз — бренди из малины[23].
- О-де-ви (фр. eau de vie) — прозрачный фруктовый бренди, наиболее распространён персиковый.
- Палинка — венгерский фруктовый бренди (согласно венгерскому Закону о палинке от 2008 года название «палинка» может носить только произведённый в Венгрии из 100 % фруктового материала продукт, имеющий крепость не менее 37,5 %. Евросоюз подтвердил эксклюзивные права венгерских производителей на эту торговую марку)[24].

## Производство

### Обычные и вертикальные перегонные кубы
Коньяк изготавливается партиями в перегонных кубах. Арманьяк и многие американские бренди получают путём фракциональной дистилляции в вертикальных перегонных кубах.

### Выдержка
Бренди может быть выдержано одним из трёх основных способов.
- Без выдержки: Многие бренди из отжимки и фруктовые бренди не выдерживаются после перегонки. В результате обычно получается бесцветная прозрачная жидкость.
- Выдержка в бочке: бренди золотистого и коричневого цвета выдерживаются в дубовых бочках.
- Процесс солера: некоторые бренди выдерживаются с использованием системы солера. Бренди из Испании обычно изготавливаются таким образом.

#### Классификация выдержки бренди
- одна звезда — не менее 3 лет выдержки;
- две звезды — четыре года выдержки;
- три звезды — пять лет[25];
- V.S.O.P. (Very Superior Old Pale) — указывается на бренди возрастом между 18 и 24 годами выдержки[26].

#### Классификация выдержкиHennessy
1. A.C. — не менее 2 лет выдержки;
2. V.S. (Very Special)' — не менее 3 лет выдержки;
3. V.S.O.P. (Very Superior Old Pale) — не менее 4 лет выдержки;
4. V.V.S.O.P., Grande Reserve — не менее 5 лет выдержки;
5. X.O. (Extra Old), Hors d’age, Napoleon, Extra, Tres Vieux, Vieille Reserve — не менее 6 лет выдержки.

#### Советская классификация
- Ординарный коньяк — не менее 3, 4 и 5 лет. С шести лет выдержки коньяк считается марочным;
- Коньяк выдержанный (КВ) — не менее 6 лет;
- Коньяк выдержанный высшего качества (КВВК) — не менее 8 лет;
- Коньяк старый (КС) — не менее 10 лет;
- Очень старый (ОС) — не менее 20 лет.

Также по российскому ГОСТ коньяк может быть коллекционным (КВ, КВВК, КС, ОС), дополнительно выдержанный не менее трёх лет без учёта послекупажного отдыха.
Ныне советская классификация используется во многих постсоветских странах.

## Коктейли с бренди
Чикаго, Бренди-кола и др.